# Audiovisuel public

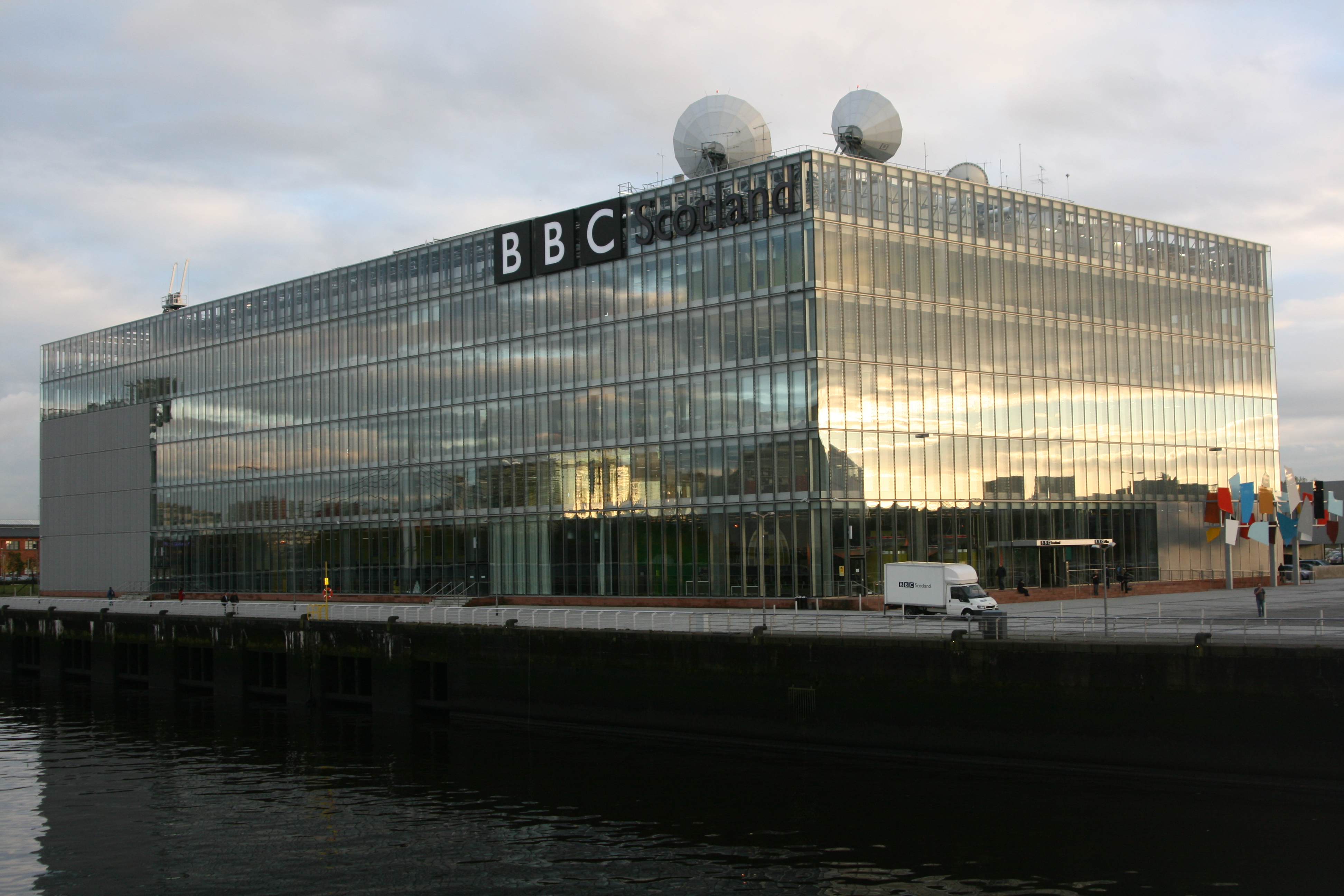
Centre de diffusion en Ecosse de la British Broadcasting Corporation, groupe audiovisuel public au Royaume-Uni.

 (juillet 2024).
L'audiovisuel public ou la radiodiffusion publique, représente l'ensemble des stations de radio, chaînes de télévision et autres média électroniques dont la première mission est le service public. Ces institutions sont en général détenues partiellement ou dans leur totalité par l'État ou toute autre institution publique.

## Audiovisuel public dans le monde

### Afrique
- Afrique du Sud : South African Broadcasting Corporation (SABC).
- Côte d'Ivoire : Radiodiffusion télévision ivoirienne (RTI).
- Cameroun : Cameroon Radio and Television (CRT).
- Maroc : Société nationale de radiodiffusion et de télévision (SNRT).

### Amérique
- Canada : Radio-Canada.
- États-Unis : National Public Radio (NPR), Public Broadcasting Service (PBS).
- Chili : Televisión Nacional de Chile

- Brésil: TV Cultura, TV Brasil

### Asie
- Bangladesh : Télé Bangladesh (BTV), Bangladesh Betar.
- Chine : Télévision centrale de Chine (CCTV, China Central Television).
- Corée du Sud : Korean Broadcasting System (KBS), Educational Broadcasting System (EBS).
- Hong Kong : Radio Television Hong Kong (RTHK).
- Inde : Prasar Bharati, Doordarshan, All India Radio (AIR).
- Israël : Israel Broadcasting Authority (IBA, 1965-2007), Aroutz 1 (1968-2017), Société de radiodiffusion publique israélienne (KAN, depuis 2017), Galeï Tsahal, Galgalatz.
- Japon : Nippon hōsō kyōkai (NHK).
- Macao : Teledifusão de Macau (TDM).
- Malaisie : Radio Televisyen Malaysia (RTM).
- Turquie : Radio-télévision de Turquie (TRT, Türkiye Radyo Televizyon Kurumu).

### Europe
- Albanie : Radio Televizioni Shqiptar (RTSH).
- Allemagne : ARD, Norddeutscher Rundfunk (NDR), Westdeutscher Rundfunk (WDR), Rundfunk Berlin-Brandenburg (RBB), Südwestrundfunk (SWR), Bayerischer Rundfunk (BR), Mitteldeutscher Rundfunk (MDR, Hessischer Rundfunk (HR), Saarländischer Rundfunk (SR), Radio Bremen (RB), ZDF.
- Andorre : Ràdio i Televisió d'Andorra (RTVA).
- Autriche : Österreichischer Rundfunk (ORF).
- Belgique : Radio-télévision belge de la Communauté française (RTBF), Vlaamse Radio- en Televisieomroeporganisatie (VRT), Belgischer Rundfunk (BRF).
- Bosnie-Herzégovine : Radio-Televizija Bosne i Hercegovine (BHRT).
- Bulgarie : Télévision nationale bulgare (BNT).
- Chypre : Société de radiodiffusion de Chypre (ΡIK).
- Croatie : Hrvatska Radiotelevizija (HRT).
- Danemark : Danmarks Radio (DR).
- Espagne : Radiotelevisión Española (RTVE).
- Estonie : Eesti Rahvusringhääling (ERR).
- Hongrie : Magyar Televízió (MTV).
- Îles Féroé : Kringvarp Føroya (KvF).
- Finlande : Yleisradio (Yle).
- France : Radiodiffusion-télévision française (RTF, 1949-1964), Office de radiodiffusion-télévision française (ORTF, 1964-1974), Radio France, France Télévisions, l'INA et France Médias Monde .
- Grèce : Ellinikí Radiofonía Tileórasi (ERT).
- Irlande : Raidió Teilifís Éireann (RTÉ), TG4.
- Islande : Ríkisútvarpið (RÚV).
- Italie : Rai.
- Lituanie : Lietuvos nacionalinis radijas ir televizija (LRT).
- Malte : Public Broadcasting Services (PBS Malta).
- Moldavie : Teleradio-Moldova (TRM).
- Monténégro : Radio Televizija Crne Gore (RTCG).
- Norvège : Norsk rikskringkasting (NRK).
- Pays-Bas : Nederlandse Publieke Omroep (NPO).
- Pologne : Telewizja Polska (TVP), Polskie Radio (PR).
- Portugal : Rádio e Televisão de Portugal (RTP).
- Roumanie : Televiziunea Română (TVR).
- Royaume-Uni : British Broadcasting Corporation (BBC), Channel 4, S4C
- Serbie : Radio-Televizija Srbije (RTS).
- Slovaquie : Rozhlas a televízia Slovenska (RTVS).
- Slovénie : Radiotelevizija Slovenija (RTVSLO).
- Suède : Sveriges Radio (SR), Sveriges Television (SVT), Sveriges Utbildningsradio (UR).
- Suisse : Société suisse de radiodiffusion et télévision (SRG SSR), Radio télévision suisse (RTS, Suisse romande), Schweizer Radio und Fernsehen (SRF, Suisse alémanique), Radiotelevisione svizzera di lingua italiana (RSI, Suisse italienne), Radiotelevisiun Svizra Rumantscha (RTR, Suisse romanche).
- Tchéquie : Česká televize (CT), Český rozhlas (CR), Česká tisková kancelář (CTK).

### Océanie
- Australie : Australian Broadcasting Corporation (ABC)
- Nouvelle-Zélande : Television New Zealand (TVNZ)